# Ustica
Ustica est une commune italienne de la province de Palerme, dans la région Sicile. Son territoire est situé sur l'Île d'Ustica. Environ 1 300 personnes y habitent.

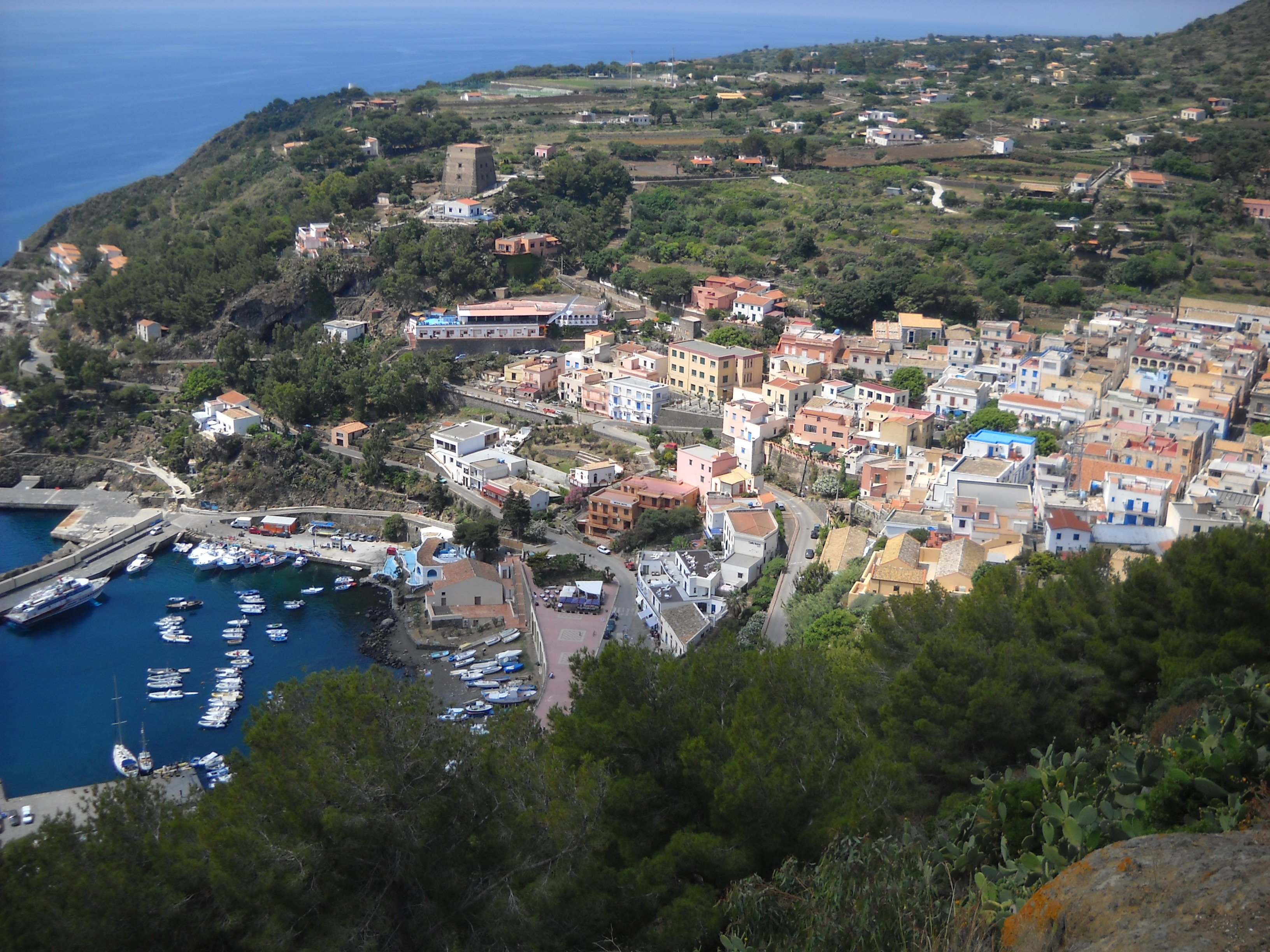
Ustica panorama del porto e del paese vista dal castello.

## Géographie
Ustica, dont la forme rappelle une tortue, est située au nord de la Sicile, dans la mer Tyrrhénienne, à environ 67 kilomètres au nord-ouest de Palerme. Sa superficie est  8,65 km2 et sa circonférence approche les 12 km avec 3,5 km de longueur pour 2,5 km de largeur.
Le relief est constitué de collines basses, les pics les plus importants sont Punta Grande (244 m) et Monte Guardia dei Turchi (238 m), restes de l'ancien cratère d'un volcan.
Géologiquement, l'ancien volcan Ustica n'est pas bien lié au volcanisme des Îles Éoliennes. En fait, l'île est située sur un plateau sous-marin à environ 2 000 mètres sous la mer, et elle est plus proche du mont sous-marin  Anchise, qui est situé à environ 16 miles à l'ouest à une profondeur d'environ 600 mètres. Comme interprété par le géologue Franco Foresta Martin :
« Ustica est le seul volcan dans la mer Tyrrhénienne comparable à un point chaud. Les magmas d'Ustica étaient en fait alimentés par un panache de magma monté directement des profondeurs du manteau de la Terre. Cela rend l'île très différente, du point de vue des études sur le magma, des îles Éoliennes, et beaucoup plus semblable, sur le plan conceptuel, à l'Etna ou à Hawaï
. »
Entre les deux collines se trouve un petit plateau. Dans sa partie centrale sont présents les restes d'un village préhistorique datés du Chalcolithique.

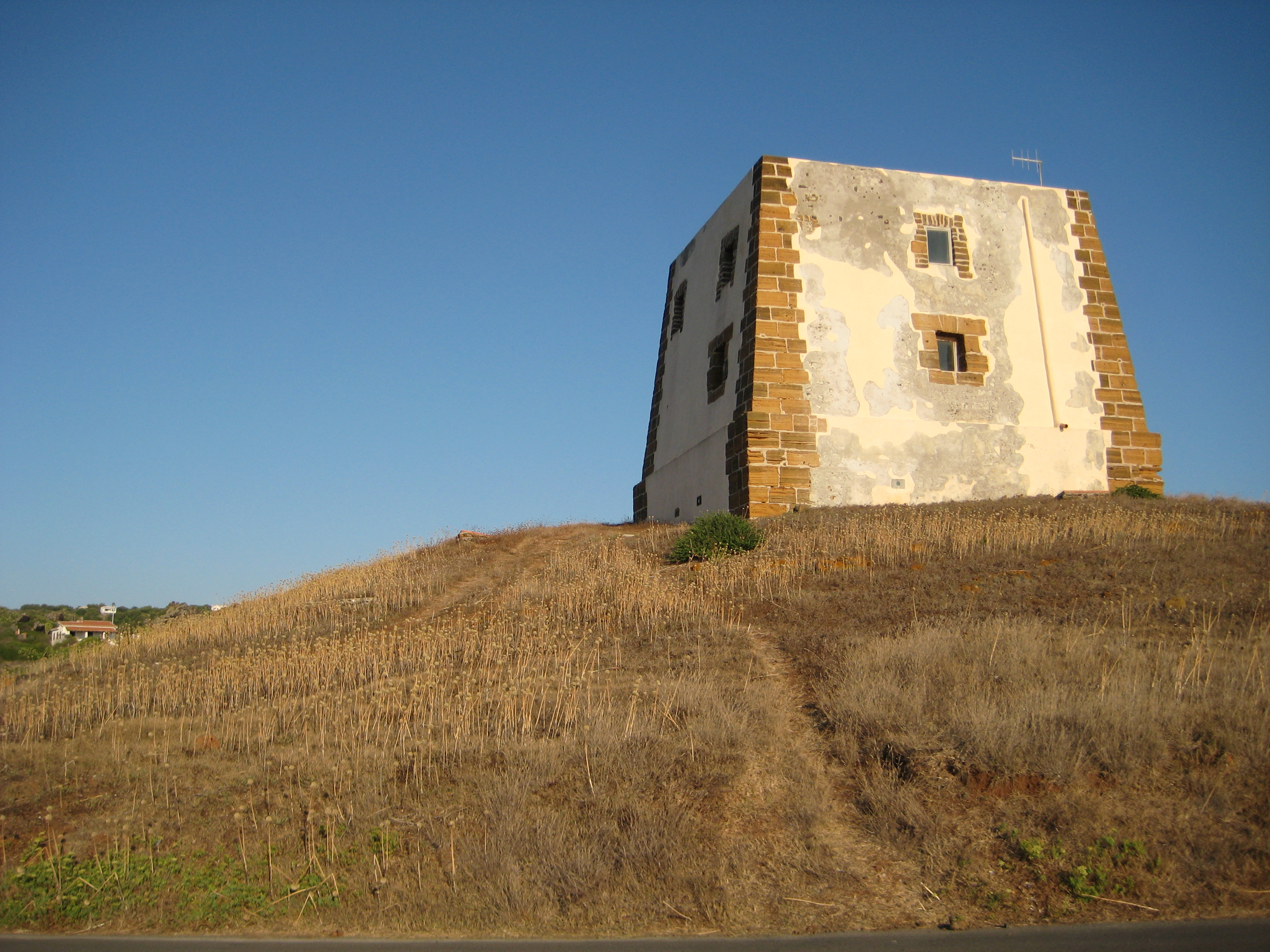
Torre dello Spalmatore.

Les côtes sont élevées et rocailleuses, sauf à Punta Spalmatore, où il y a une ancienne tour, et la petite crique de Cala Santa Maria, où se trouve le port commercial, ainsi que l'ancienne Torre Santa Maria.

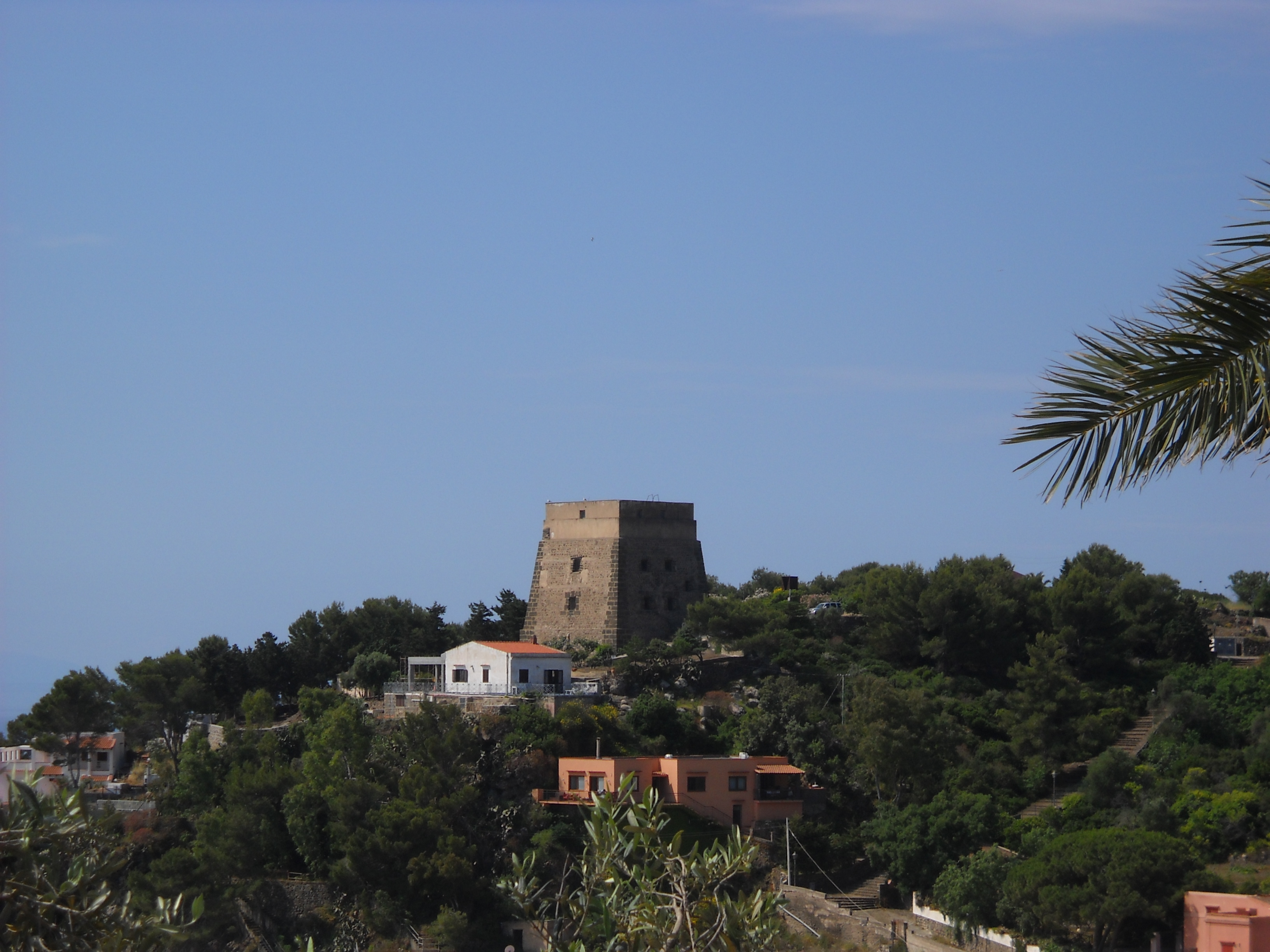
Torre Santa Maria ad Ustica.

Toutes deux ont été construites pour la garde contre les corsaires et pirates barbaresques.

## Environnement
L'île d'Ustica est caractérisée par des sources réduites d'eau. Dans le passé, il y avait des Gorgo (cavités du sol presque circulaires, en fait un étang, naturel ou semi-naturel, généralement temporaire, inondé en hiver et printemps et asséché en été) dans lequel on a recueilli l'eau de pluie et de ruissellement, et dont l'utilisation était destinée principalement à l'agriculture et à l'élevage des animaux domestiques. Ils étaient, au départ du village (d'est en ouest) : Gorgo Salato, Gorgo Gaezza, Gorgo Baggiano, Gorgo del mauvais temps, Maltese Gorgo, Gorgo de Bartolicchio, Les trois Gorghi.
La végétation naturelle est modeste, cependant, elle a été largement perturbée par la présence de l'homme et de ses cultures. Près de la Réserve Naturelle d'Ustica ("Riserva Naturale Orientata Isola di Ustica") les espèces de la flore les plus présentes sont : Artemisia arborea, Arbre au mastic, Calicotome spinosa et genêts. Il y a aussi un maquis méditerranéen très répandu.
Maintenant[Quand ?], les besoins en eau potable sont garantis par une usine de dessalement d'eau de mer dans la localité Arso environ 85 m S.M., construite en 1995 et remise à l'Ente Acquedotti Siciliani (E.A.S.). L'usine de dessalement d'eau de mer est divisée en 2 unités pour un taux de 25 600 m3 de production horaire.
De nombreuses grottes s'ouvrent le long de ses hautes côtes : la Grotta Verde, le Grotta Azzurra (la plus belle), la Grotta della Pastizza, la Grotta dell'Oro, la Grotta delle Colonne. De nombreux rochers sont présents tout autour de l'île : les rochers del Medico et della Colombara sont les plus remarquables.
Il y a une zone de protection marine, Réserve Naturelle Marine de l'île de Ustica, qui a été la première réserve marine protégée italienne créée en 1986 ainsi que celle de la réserve naturelle marine de Miramare (près du château de Miramare à Trieste). La flore et la faune d'Ustica ressemblent à certains égards à la zone tropicale. Il y a le corail, les roses de mer et une végétation colorée. La faune marine est principalement composée de homards, mérous, vivaneaux, saraghi, dorades royales, maquereaux, barracudas, poissons perroquets, balistes, éponges et grandes nacres.

## Histoire
Ustica fut habitée à partir du Chalcolithique (4000 ans av. J.-C.). Les repaires provenant des grottes Azzurra et de San Francesco Vecchio, l'indiquent avec certitude. Mais les restes archéologiques plus intéressants se trouvent près du village préhistorique dans le district agricole appelé Tramontana (âge du bronze moyen, 1400-1200 ans av. J.-C.), au nord de l'ile. Des vestiges de la même époque se trouvent également sur un rocher isolé à environ 50 mètres de la côte, appelé rocher de Colombara, ce qui donne à penser que dans les temps anciens le rocher a été relié au continent.
Le village est important parce qu'il révèle une similitude de styles avec la culture du Milazzese (le village préhistorique situé sur le promontoire homonyme à Panarea (Iles Eoliennes).
Diodore de Sicile dans son travail Bibliothèque historique raconte que les Grecs donnèrent le nom de Osteodes à l'île, c'est-à-dire « ossuaire », en souvenir des 6000 Carthaginois mercenaires que l'on laissa mourir d'inanition sur l'ile. Conquise par les Romains vers le milieu du IIIe siècle av. J.-C., ils la rebaptisèrent Ustica (ustum = brulé) pour ses noirs récifs, et, pour mieux utiliser le quai d'abordage, ils déplacèrent le village là où il se trouve maintenant. Témoignage de l'époque romaine, c'est une nécropole avec environ 200 tombes et quatre tombes hypogées dont l'agglomération se maintint jusqu'au début du VIIe siècle.
Après la chute de l'Empire romain l'île fut abandonnée jusqu'au sixième siècle quand elle fut habitée par une communauté de moines bénédictins qui, avec l'édit du pape Alexandre IV du 6 novembre 1257, se sont installés à l'endroit maintenant appelé « case vecchie » dans le petit plateau au-dessus du village d'aujourd'hui. Saint Grégoire Ier, atteste qu’une messe fut célébrée par l'évêque de Palerme, Agatone dans l'église de « Sanctae Mariae de Insula Usticae ».
Le village fut détruit par les pirates, et après l'ile fut habitée par les Sarrasins qui ont fait une base maritime pour leurs incursions dans le sud de l'Italie.
Quelques siècles après elle fut dominée par les Normands et de nouveau par les Sarracincs jusqu'au XVIIe siècle lorsqu’elle fut occupée par le Bourbons  avec le roi Ferdinand Ier des Deux-Siciles en 1759.
En été de 1762, il est arrivé la dernière incursion des  pirates barbaresques qui ont enlevé, à Tunis et Alger, la majorité de la population (86 familles des îles Éoliennes), qui y étaient installés, attirés par les avantages fiscaux offerts par le gouvernement Bourbon.
En juillet 1762 Il a été envoyé un contingent militaire de Palerme, et fut complété un système de tours d'alerte, en octobre environ 400 personnes se sont installées près de l'église de Sainte-Marie des Sept Douleurs, et en 1771 environ 77 usticani, anciens esclaves à Tunis, sont revenus à l'île. Et dans la même année 1771, Ustica a été reconnue comme une commune indépendante, et l'église paroissiale de San Ferdinando Re, dirigée par les moines capucins, a été construite. En 1800, une forteresse a été construite au sommet du mont Falconiera.
Du temps des Bourbons, Ustica fut aussi un lieu de confinement pour les prisonniers politiques et le resta encore avec le royaume d'Italie. En 1869, Ustica fut l'objet d'une visite par l'archiduc Louis-Salvador de Habsbourg-Lorraine, connu pour ses études scientifiques sur la Méditerranée et en tant que précurseur pour la conservation des zones naturelles importantes. Il a cité Ustica dans son livre monumental dédié en les îles de la Méditerranée publié en 1869.
Pendant le 1911, au moment de la conquête de la Libye 1 200 patriotes libyens ont été confinés, et emprisonnés sur l'île, presque tous sont morts décimés par la maladie et la misère. Une plaque au cimetière chrétien est en souvenir de leur martyre.
Au temps du fascisme, Giuseppe Romita, Carlo Rosselli, Nello Rosselli, Antonio Gramsci, Amadeo Bordiga et Ferruccio Parri y furent détenus. Certains d'entre eux ont été libérés seulement en août 1943 par les soldats américains du capitaine Mood qui avait mis en fuite la garnison allemande.
Au cours de la Seconde Guerre mondiale, des Yougoslaves prisonniers de guerre ont été entassés sur l'île, où beaucoup d'entre eux sont morts de malnutrition et de tuberculose.
Dans les années 1950, ils ont été suivis par des membres de la mafia expulsés de Sicile
En 1961, le confinement sur l'île fut aboli à cause des protestations populaires.
Le 27 juin 1980, un DC-9-15 effectuant le vol Itavia 870, reliant Bologne à Palerme, s'écrasa sur l'île, tuant ses 81 passagers. Les causes du crash restent encore floues et après des décennies d'enquête, il est probable que l'avion ait été touché par un missile. L'enquête sur la tragédie d'Ustica n'est pas encore close.

## Architecture
La Forteresse de la Falconiera (1803), la tour Santa Maria (1759-1763), la tour du Spalmatore (1763), et le Demi-lune "Rivellino de San Giuseppe" (1804), construites sous la dynastie des Bourbons, faisaient partie du système de défense des Tours côtières de Sicile qui a été conçu en 1583 par Camillo Camilliani (fils de Francesco Camilliani auteur de la célèbre fontaine " Pretoria" de  Palerme).
L'église paroissiale de « San Ferdinando Re » a été construite de 1771 à 1777 sur les fondations de l'ancienne église d'un monastère médiéval, dédié à « Sainte Maria dei Sette Dolori », dans la nouvelle église, ont été transportés les fonts baptismaux de l'ancienne église.

## Économie
L'agriculture et le tourisme sont les principales activités de l'île.
Dans le hameau Tramontana il y a des cultures intensives des Lentille cultivée à agriculture biologique, produit  DOP   (Denominazione di origine protetta) de l'île, aussi reconnu comme "Presidio" de Slow Food  entre les produits en danger d'extinction, sont les plus petites lentilles en Italie, ils sont promus, en 2015, avec la manifestation : "Anticchia i Linticchia" (traduit du sicilien : Un peu de lentilles).
Les installations touristiques sont très différents, il y a des hôtels, centres de villégiature, des résidences, bed & breakfast, maisons de vacances et vacances à la ferme (il n'y a pas de terrains de camping), À la municipalité ont enregistré un total de 24 installations, et 12 restaurants et pizzerias. À Ustica, selon TripAdvisor, le prix moyen d'une nuit d'hôtel est de € 77.

## Culture
La tour Santa Maria, une fois prison, est le siège de la Réserve Naturelle de Ustica (« Riserva Naturale Orientata Isola di Ustica »)

Carte des sentiers de la nature de la « Réserve Naturelle de Ustica ».

Le siège du Musée Archéologique qui expose les restes et les matériaux des habitations antiques d'Ustica, datant du milieu de l'âge du bronze ainsi que les objets provenant des contacts entre les peuples préhistoriques de la Méditerranée, se trouve maintenant logé dans le village à les Case Carabozzello « Fosso », et il est dédié à Padre Carmelo Seminara da Gangi.
À Ustica, il y a une  école secondaire pour le secteur touristique :  l' 'Istituto Tecnico per il Turismo "Saveria Profeta" '. et aussi une bibliothèque publique, qui a été inaugurée le 5 juin 2014 dans les locaux de l'ancien Settebello, en Via Refugio, et offre une variété de textes. Il y a, encore, deux salles de conférence, une à la tour Spalmatore, l'autre en rue V.Fazio (rue latérale de la Via Petriera).
À partir de 1959, à Ustica a lieu le Festival International des activités sous-marines (Festival Internazionale delle attività subacquee), qui attribue un prix : le Trident d'or. Il est promu par l'Académie internationale des sciences et techniques sous-marines (Accademia internazionale delle scienze e tecniche sottomarine), dont le président est l'archéologue Sebastiano Tusa.
Un rôle important dans la culture de Ustica est donnée par le Centro Studi e Documentazione isola di Ustica.

## Administration
| Période                                  | Période          | Identité          | Étiquette                | Qualité                    |
| ---------------------------------------- | ---------------- | ----------------- | ------------------------ | -------------------------- |
| 21 mars 1986                             | 21 mai 1990      | Nicolò Longo      | Parti communiste italien | maire                      |
| 21 mai 1990                              | 10 novembre 1991 | Franco Taormina   | Parti libéral italien    | maire                      |
| 10 novembre 1991                         | 13 juin 1994     | Domenico Calì     | Démocratie Chrétienne    | maire                      |
| 13 juin 1994                             | 25 mai 1998      | Attilio Licciardi | liste civique            | maire                      |
| 23 Août 1997                             | 25 mai 1998      | Rosolino Greco    |                          | commissaire extraordinaire |
| 25 mai 1998                              | 27 mai 2003      | Attilio Licciardi | liste civique            | maire                      |
| 27 mai 2003                              | 17 juin 2008     | Aldo Messina      | liste civique            | maire                      |
| 17 juin 2008                             | 11 juin 2013     | Aldo Messina      | liste civique            | maire                      |
| 11 juin 2013                             | 2017             | Attilio Licciardi | liste civique            | maire                      |
| Les données manquantes sont à compléter. |                  |                   |                          |                            |

### Hameaux
Sur l'île, il n'y a pas de réels hameaux, mais divers districts agricoles sont habités principalement en été. Les principaux sont, dans le sens antihoraire : " Tramontana sottovia", "Tramontana sopravia", "Spalmatore", "Tre Gorghi", "Arso", " Ogliastrello", "Mezzogiorno sopravia", "Mezzogiorno sottovia", "Piano dei cardoni", "San Paolo" .

## Personnalités liées à la ville
- Amadeo Bordiga et Antonio Gramsci furent déportés à Ustica par le régime fasciste au début des années 1930.